# Sydney Observatory

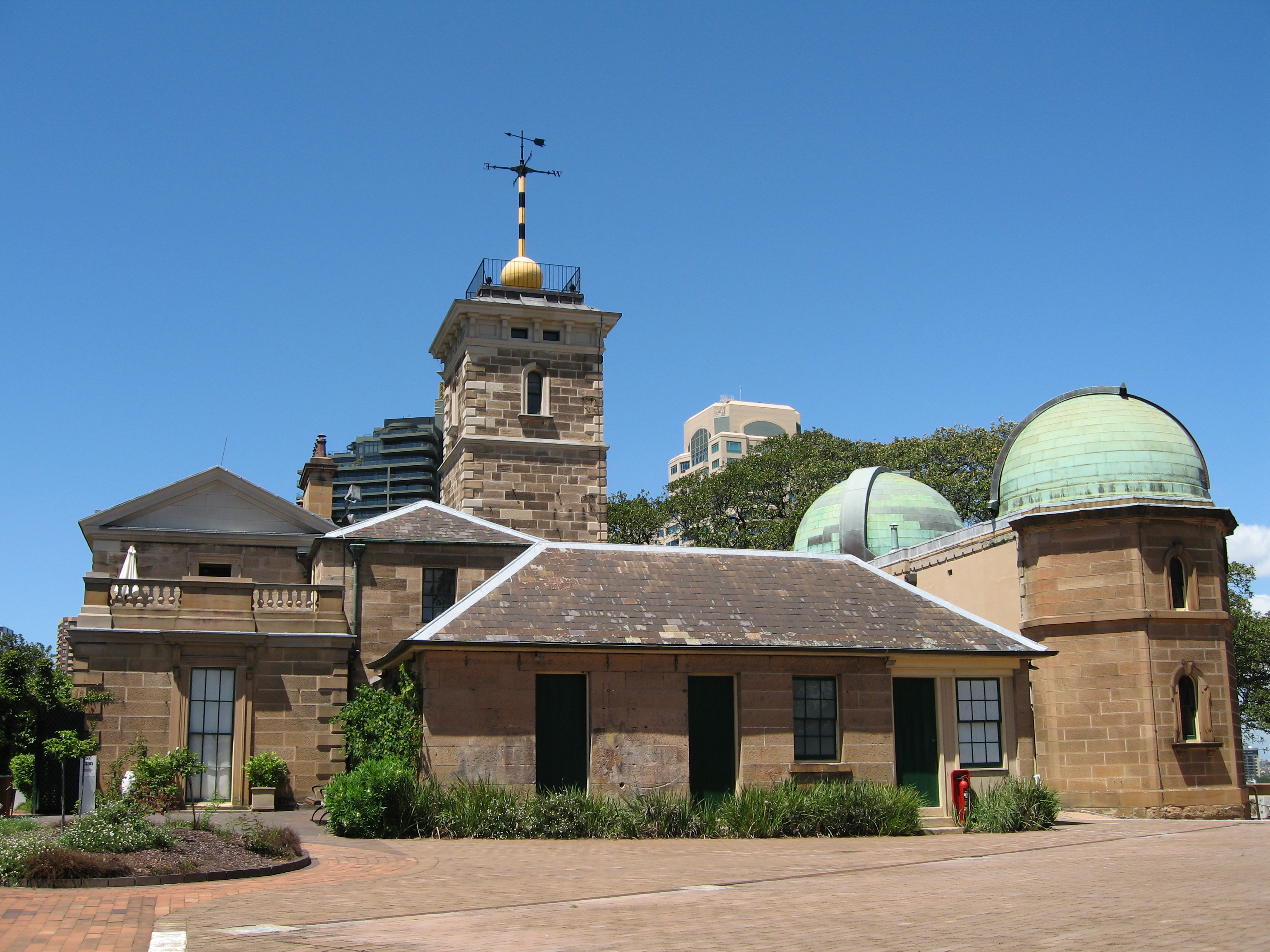
Das Observatorium heute

Das Sydney Observatory (deutsch Sydney-Observatorium) ist eine denkmalgeschützte Wetterstation, ein astronomisches Observatorium, ein Veranstaltungsort, ein Wissenschaftsmuseum und eine Bildungseinrichtung auf dem Observatory Hill in der Upper Fort Street in der Innenstadt von Sydney, Millers Point, im Regierungsviertel der Stadt Sydney New South Wales, Australien. Es wurde von William Weaver (Pläne) und Alexander Dawson (Aufsicht) entworfen und von 1857 bis 1859 von Charles Bingemann & Ebenezer Dewar gebaut. Es ist auch bekannt als The Sydney Observatory; Observatory; Fort Phillip; Windmill Hill und Flagstaff Hill. Es wurde am 22. Dezember 2000 in das New South Wales State Heritage Register aufgenommen.
Das Gelände war früher eine Verteidigungsfestung, eine Semaphorstation, eine Zeitballstation, eine Wetterstation, ein Observatorium und eine Windmühle. Der Ort entwickelte sich im frühen 19. Jahrhundert von einer Festung auf dem Windmill Hill zu einem Observatorium im 19. Jahrhundert. Es ist heute ein Museum, in dem Besucher die Sterne und Planeten mit einem modernen 40-Zentimeter-Schmidt-Cassegrain-Teleskop und einem historischen 29-Zentimeter-Refraktorteleskop aus dem Jahr 1874, dem ältesten Teleskop Australiens, beobachten können.

## Beschreibung
Das Observatorium ist ein zweistöckiges Sandsteingebäude im italienischen Stil. Es gibt zwei Teleskopkuppeln auf achteckigen Sockeln und einen vierstöckigen Turm für den Zeitball. Das 1858 vom Kolonialarchitekten Alexander Dawson entworfene Gebäude bestand aus einer Kuppel für das Äquatorialteleskop, einem Raum mit langen, schmalen Fenstern für das Transit-Teleskop, einem Berechnungsbüro und einer Residenz für den Astronomen. Ein Westflügel wurde 1877 mit Büro- und Bibliotheksflächen und einer zweiten Kuppel für ein weiteres Teleskop hinzugefügt. Einige der ersten astronomischen Fotos des südlichen Himmels wurden am Observatorium unter der Leitung von Henry Chamberlain Russell aufgenommen. Das Observatorium beteiligte sich auch an der Zusammenstellung des ersten Atlas des ganzen Himmels, des astrografischen Katalogs. Der in Sydney fertiggestellte Teil dauerte über 70 Jahre von 1899 bis 1971 und füllte 53 Bände. Das Observatorium enthielt einst Büros, Instrumente, eine Bibliothek und eine Astronomenresidenz. Es ist heute ein öffentliches Observatorium und ein Museum für Astronomie und Meteorologie.
Das Gebäude ist im florentinischen Renaissance-Stil erbaut und die Stockwerke sind durch Gurtgesims unterteilt, während gegliederte Steine an den Ecken, Traufe mit Steinklammern und Gebälke zu Öffnungen der Residenz zur feinen Steinmauerarbeit beitragen. In einem einstöckigen Flügel im Norden wurde eine Holzbalkonveranda mit einer darüber gebauten Steinbalustrade errichtet. Die Fenster sind zwölf Scheiben und die Türen sind sechs Paneele.
Das Observatoriumsgebäude ist in guter physischer Verfassung.

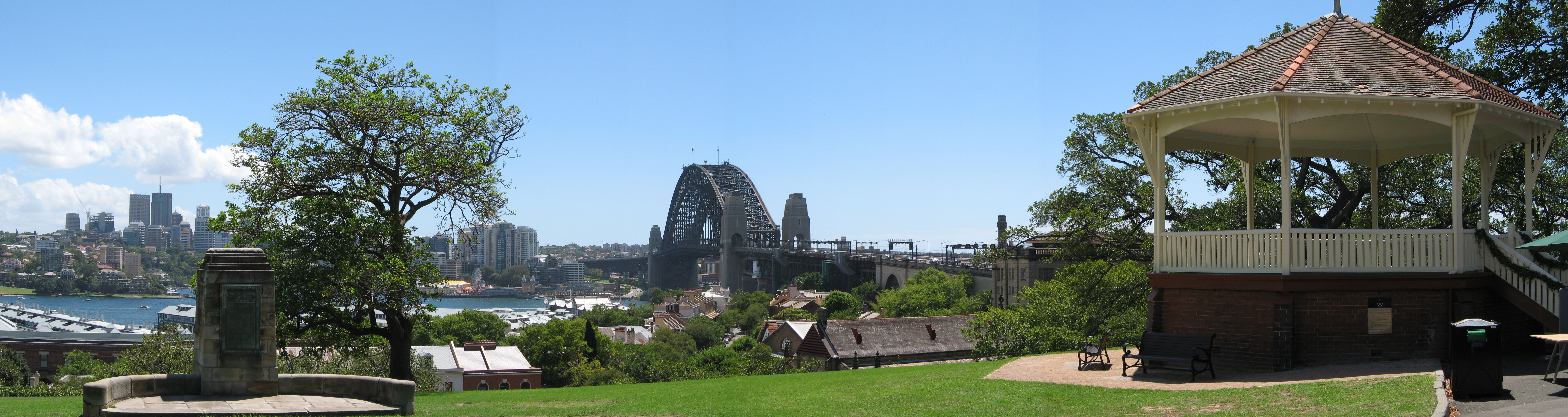
Observatory Hill bietet einen herrlichen Blick auf den Hafen von Sydney und die Brücke.

## 7,25-Zoll-Refraktorteleskop
Am Sydney-Observatorium befindet sich ein 7,25-Zoll-Refraktorteleskop auf einer äquatorialen Halterung, das zwischen 1860 und 1861 von der deutschen Firma G. & S. Merz hergestellt und installiert wurde.

## Geschichte

### Frühe Nutzung des Ortes
Der Standort des Sydney-Observatoriums war ein bedeutender Ort in Sydney und wurde mehrfach umbenannt. Er war in den 1790er Jahren als Windmill Hill bekannt, als hier die erste Windmühle stand. Nach 1804 wurde es als Fort Phillip oder Citadel Hill bezeichnet, was sich auf den Bau einer Zitadelle auf dem Gelände bezieht, die auf Anweisung von Gouverneur King für den Fall eines Aufstands in Sydney verwendet werden sollte. Die Zitadelle wurde jedoch nie fertiggestellt. Dies wurde durch einen Zustrom von „Death or Liberty“ Boys nach dem misslungenen Aufstand von 1798 in Irland ausgelöst, von denen einige seiner Meinung nach zweifelhaften Charakter hatten und ständig Verdacht erregten. Der Bau begann, aber die Zitadelle wurde erst fertiggestellt, als William Bligh im Amt installiert worden war. Während der Zeit von Lachlan Macquarie gab es weitere Diskussionen über eine Zitadelle, aber nichts geschah mehr als ein halb gebautes Pulvermagazin, Francis Greenways erstes Werk nach seiner Ernennung zum Zivilarchitekten im Jahr 1815.
1797, während der frühen europäischen Besiedlung von New South Wales, Australien, wurde auf dem Hügel über der ersten Siedlung eine Windmühle gebaut. Innerhalb von zehn Jahren hatte sich der Zustand der Windmühle so weit verschlechtert, dass sie unbrauchbar wurde. Die Segeltuch-Segel wurden gestohlen, ein Sturm beschädigte die Maschinerie und bereits um 1800 gaben die Fundamente nach. Der Name Millers Point erinnert an diese frühe Nutzung.
1803 wurde auf dem Gelände unter der Leitung von Gouverneur Hunter das Fort Philip errichtet, um die neue Siedlung gegen einen möglichen Angriff der Franzosen und auch gegen rebellische Sträflinge zu verteidigen. Das Fort musste niemals für solche Zwecke genutzt werden. 1825 wurde die Ostwand der Festung zu einer Signalstation umgebaut. Flaggen wurden verwendet, um Nachrichten an Schiffe im Hafen und an die Signalstation am Südkopf des Hafens zu senden.
Der Ort war während und nach der Macquarie-Ära als Flagstaff Hill bekannt. Bis 1811 war auf dem Gelände ein Fahnenmast errichtet worden. Das Signalisieren mit Flaggen war ein umständlicher Prozess, und Kommissar Bigge riet Macquarie, es sei zweckmäßig, eine Signalstation in South Head und Fort Phillip zu errichten. Die Flaggen und die Signalstation wurden zur Signalisierung in einer Vielzahl von Kombinationen verwendet.

### Observatorium

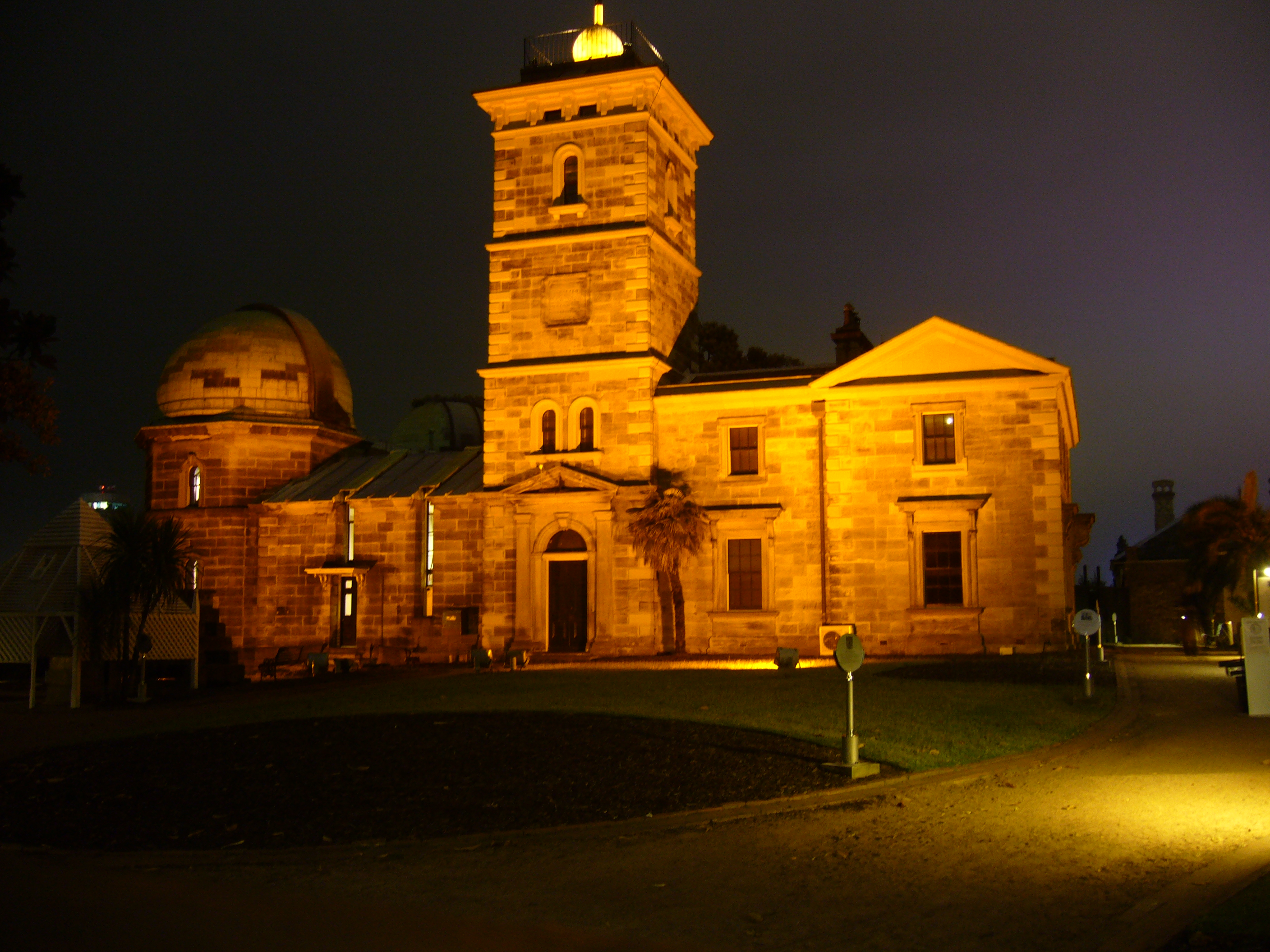
Sydney-Observatorium in der Nacht

Ein frühes Observatorium wurde 1788 von William Dawes am Dawes Point am Fuße des Observatory Hill eingerichtet, um im Jahr 1790 die Rückkehr eines von Edmond Halley vorhergesagten Kometen zu beobachten (nicht den Halleyschen Kometen, sondern einen anderen). Die Beobachtung blieb jedoch erfolglos.
1848 baute der Architekt der Kolonie Mortimer Lewis eine neue Signalstation auf der Festungsmauer auf dem Windmill Hill. Auf Veranlassung des Gouverneurs William Denison wurde sieben Jahre später vereinbart, neben der Signalstation ein vollständiges Observatorium zu errichten. Der erste von der Regierung eingesetzte Astronom war William Scott, der 1856 ernannt wurde. Die Arbeiten am neuen Observatorium wurden 1858 abgeschlossen.
Die wichtigste Aufgabe des Observatoriums war es, die Zeit mittels des Zeitkugelturms zu signalisieren. Jeden Tag um genau 13:00 Uhr fiel der Zeitball oben auf dem Turm hinunter, um der Stadt und dem Hafen unten die richtige Zeit anzuzeigen. Gleichzeitig wurde eine Kanone auf Dawes Point abgefeuert. Später wurde die Kanone nach Fort Denison verlegt. Der erste Zeitball wurde am 5. Juni 1858 mittags fallen gelassen. Bald darauf wurde das fallen lassen des Zeitballs auf 13:00 Uhr verschoben. Der Zeitball wird immer noch täglich um 13:00 Uhr mit dem ursprünglichen Mechanismus fallen gelassen, jedoch mit Hilfe eines Elektromotors, nicht wie in den frühen Tagen, als der Ball manuell angehoben wurde.
Nach dem Zusammenschluss Australiens im Jahr 1901 wurde die Meteorologie ab 1908 eine Funktion der Commonwealth-Regierung, während das Observatorium seine astronomische Rolle fortsetzte. Das Observatorium trug weiterhin Beobachtungen zum astrographic catalogue bei, ermittelte die Zeit und stellte der Öffentlichkeit Informationen zur Verfügung. Zum Beispiel versorgte das Observatorium die Zeitungen in Sydney jeden Tag mit den Auf- und Untergangszeiten von Sonne, Mond und den Planeten. Ein Vorschlag zur Schließung des Observatoriums im Jahr 1926 wurde knapp vermieden, doch Mitte der 1970er Jahre erschwerten die zunehmenden Probleme der Luftverschmutzung und des Stadtlichts die Arbeit am Observatorium immer mehr. 1982 beschloss die Regierung von New South Wales, das Sydney-Observatorium im Rahmen des heutigen Powerhouse Museums in ein Museum für Astronomie und verwandte Gebiete umzuwandeln.
Im November 1821 traf Gouverneur Brisbane mit einer Reihe von astronomischen Instrumenten, einem Plan für ein Observatorium und zwei persönlichen Mitarbeitern mit astronomischem Fachwissen ein: Carl Rümker und James Dunlop. Brisbane richtete ein Observatorium in der Residenz des Gouverneurs in Parramatta ein. Zwischen Brisbane und Rumker entwickelten sich Probleme. Rumker verlor seine Position und erst als Brisbane zurückgerufen worden war, wurde Rumker vom Kolonialsekretär wieder eingesetzt. Im folgenden Jahr ernannte der neue Gouverneur Ralph Darling Rumker zum Regierungsastronomen, der als erster diesen Titel in Australien innehatte. 1831 wurde Dunlop zum Superintendenten am Observatorium ernannt, Rumker verlor während eines Besuchs in London erneut seine Position.
Brisbanes Instrumente blieben bei seiner Abreise in Parramatta und wurden in diesem Observatorium verwendet, bis es 1847 geschlossen wurde. Die Empfehlung für die Schließung kam von einer Kommission, die von Gouverneur Charles Augustus FitzRoy auf Aufforderung von London ernannt wurde. Dunlop wurde zunehmend gebrechlich und darum nachlässig, weshalb das Parramatta-Observatorium in schlechten Zustand geriet. Die Instrumente wurden auf Drängen von Phillip Parker King, einem führenden Astronomen in Australien, in einem Waffenlager eingelagert.

#### Bau des Observatoriums
King argumentierte, dass ein Regierungsobservatorium eingerichtet werden sollte, und nicht nur der vorgeschlagene Zeitball. Kings Präferenz für Fort Phillip als Standort wurde schließlich akzeptiert. In den acht Jahren von Edmund Blackets bescheidenem Plan von 1850 für das Zeitballobservatorium bis zu seiner Fertigstellung wurden die Pläne schrittweise erweitert. Der Plan von 1850 sah einen 4 mal 4 Meter großen Raum für ein Transit-Teleskop und eine Zeitmessvorrichtung mit einem kleinen Vorraum vor. 1851 wurde dem Kolonialsekretär eine vergrößerte Version vorgelegt, die jedoch keinen Zeitkugelturm hatte, da weder King noch der Kolonialarchitekt Blacket wussten, wie dieser funktionieren sollte. Die Notwendigkeit einer Wohnung für den Beobachter wurde festgestellt.
Die Pläne wurden in den nächsten Jahren neu gezeichnet. Als Blacket 1854 zurücktrat, um die Planung und Überwachung des Baus der Universität von Sydney zu übernehmen, waren Pläne für ein Observatorium im Gange, das sowohl funktional als auch von architektonischer Qualität sein sollte. Blackets Nachfolger William Weaver ersetzte ihn im Observatoriumsprojekt. Weaver wurde im Oktober 1854 zum Kolonialarchitekten ernannt. Die Korrespondenz von ihm mit Blacket in den ersten Jahren zeigt, dass Weaver bei der direkten Überwachung von Arbeiten viel glücklicher war als bei der Erfüllung der Aufgaben seiner schreibtischgebundenen Rolle. Als Leiter einer überlasteten Abteilung beschwerte er sich:

„The arrangements for the performance of the various works, the official correspondence, the number of reports, and the examination of accounts, absorb nearly the whole time of the head of department, who practically can have little or no professional oversight of any work.“

„Die Vorkehrungen für die Ausführung der verschiedenen Arbeiten, die offizielle Korrespondenz, die Anzahl der Berichte und die Prüfung der Rechnungsabschlüsse nehmen fast die gesamte Zeit des Abteilungsleiters in Anspruch, der praktisch kaum oder gar keine professionelle Kontrolle über die Arbeiten haben kann.“

Ein ausgewähltes Komitee der Abteilung für Kolonialarchitekten stellte im August 1855 eine Überzahlung an den Steinmetzunternehmer des Toten Hauses am Circular Quay in Frage und beschuldigte ihn, die Regierung betrogen zu haben. Weaver als Abteilungsleiter wurde der Fahrlässigkeit beschuldigt, ihn bezahlt zu haben, und forderte anschließend seinen Rücktritt mit öffentlicher Empörung ein. Weaver war nur 18 Monate als Kolonialarchitekt tätig, und von den beiden wichtigsten Architekturwerken, die während seiner Amtszeit aus seiner Abteilung stammten, steht die Regierungsdruckerei an der Ecke Phillip Street und Bent Street nicht mehr und das Sydney Observatorium wurde seinem Nachfolger zugeschrieben. Tatsächlich genehmigte William Denison im August 1855 Weavers Pläne „für ein Observatorium und eine astronomische Residenz“, nachdem einige von Denison gelieferte Spezifikationen aufgenommen worden waren. Als ein Jahr später mit dem Bau begonnen wurde, nahm der neue Kolonialarchitekt Alexander Dawson diese Pläne  für die Realisierung.
Bis zur Ankunft William Denisons als Generalgouverneur im Januar 1855 wurde wenig mehr getan. Denison sah in einem Observatorium eine wichtige Ergänzung der Kolonie. Infolgedessen wurden die 600 Pfund, die für den Zeitball und das Gebäude bereitgestellt wurden, durch eine zusätzliche Summe von 7000 Pfund für ein komplettes Observatorium aufgestockt, und Denison schrieb an den Königlichen Astronomen und bat ihn, einen kompetenten Astronomen zu finden. Pläne und Schätzungen wurden im August 1855 vorgelegt, aber Denison beschloss, die endgültige Entscheidung über den Standort und das Design bis zur Ankunft des Astronomen aufzuschieben.
Alexander Dawson ersetzte Weaver im April 1856 als Kolonialarchitekt, und der neue Regierungsastronom, Reverend William Scott, M. A., kam im Oktober dieses Jahres mit seiner Familie an. Angebote für den Bau wurden im Februar 1857 ausgeschrieben. Die erfolgreichen Anbieter waren Charles Bingemenn und Ebenezer Dewar. Die verwendeten Pläne scheinen eher die Arbeit von Dawson als die seiner Vorgänger gewesen zu sein, da Scott zahlreiche Hinweise auf Konsultationen mit dem Kolonialarchitekten über die Gestaltung des Gebäudes gab. Zusätzliche Arbeiten wurden genehmigt, nachdem Bingemann und Dewar die Ausschreibung gewonnen hatten. Dies beinhaltete das Hinzufügen einer Teleskopkuppel und eine Erhöhung des Zeitkugelturms. Diese größere Höhe verursachte Scott einige Bestürzung, da sie einen Teil des östlichen Himmels verdeckte.
Das fertiggestellte Gebäude kombinierte zum ersten Mal in einem großen Gebäude in Sydney zwei architektonische Richtungen: den italienischen Hochrenaissance-Palazzo und die italienische Villa. Diese trugen zur Symmetrie der Stadthausfassade für die Residenz und zu einer Asymmetrie für das Observatorium bei, die aus den besonderen Bedürfnissen des Durchgangsraums, der Äquatorialkuppel und des Zeitkugelturms hervorgegangen war. Das Gebäude wurde somit von der Grundnotwendigkeit zum modischen Stil erhoben. Dawsons Budget hatte es ihm ermöglicht, die Unterscheidung zwischen privat und öffentlich, zwischen inländisch und offiziell zu betonen. Der Stil und die Form wurden mit frühen viktorianischen Theorien über Fitness und Assoziation überlagert. Dieser Stil sollte gewählt werden, um die Art und den Status des Gebäudes und in einigen Fällen den Standort zu betonen.

#### Betrieb, 1858 bis 1980er Jahre

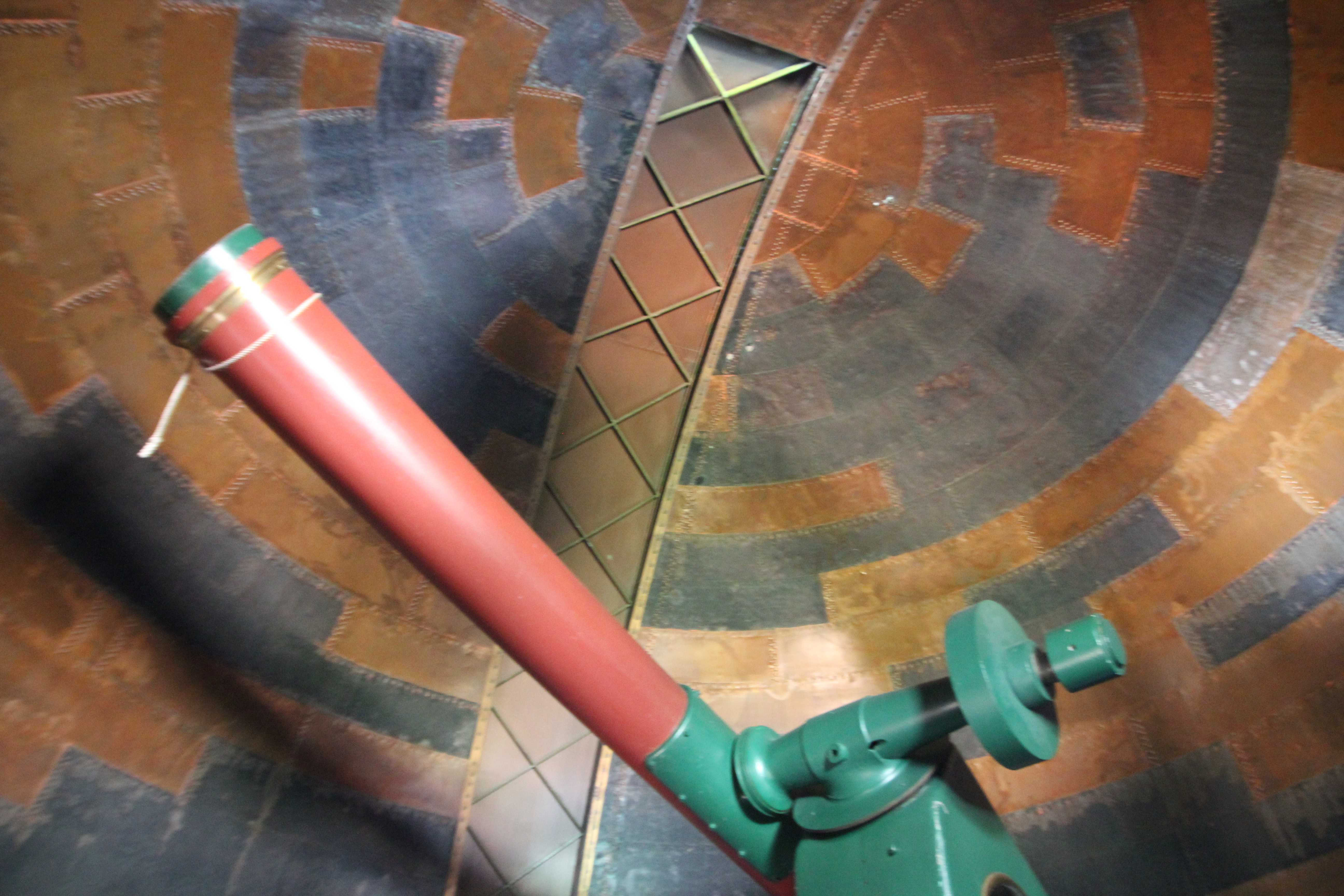
29-cm-Teleskop im Sydney-Observatorium

Scott bezog die Residenz im Jahr 1858 und nahm im Juni den Probebetrieb des Zeitballs auf. Seine anfängliche Ausrüstung war bescheiden, hauptsächlich die Instrumente von Parramatta. Er erhielt jedoch das Geld für ein Äquatorialteleskop. 1862 trat Scott zurück und empfahl den bekannten Amateurastronomen John Tebbutt als seinen Nachfolger. Tebbutt lehnte das Angebot ab und die Suche nach einem Ersatz wurde begonnen. In der Zwischenzeit war sein Assistent Henry Chamberlain Russell für das Observatorium verantwortlich. Im Januar 1864 traf der neue Beauftragte George Robarts Smalley ein, und Russell war sein Stellvertreter.
1870 starb Smalley und wurde von Russell ersetzt. Russells Talent, sein unternehmerisches Flair, sein vertieftes Wissen über die Arbeitsweise des politischen und bürokratischen Systems von New South Wales und seine Langlebigkeit gaben ihm eine 35-jährige Amtszeit als Regierungsastronom und machten ihn zum Grand Old Man der Physik in der Kolonie. Während Russells Zeit erreichte das Sydney-Observatorium seinen professionellen Höhepunkt, insbesondere von den 1870er bis in die 1890er Jahre. Russell verschwendete keine Zeit damit, die Regierung auf die notwendigen physischen und instrumentellen Ressourcen zu drängen, um seine astronomischen Programme am Observatorium durchzuführen. Die Hinzufügung eines vom Kolonialarchitekten James Barnett entworfenen Westflügels war das Hauptwerk, das sich daraus ergab. Es sah einen großen Raum im Erdgeschoss für Russell vor, eine Bibliothek, eine zweite äquatoriale Kuppel auf einem Turm am nördlichen Ende, die den durch den Zeitkugelturm verursachten toten Winkel ausglich. Auf dem alten Äquatorialturm wurde auch eine vergrößerte Muntz-Metallkuppel angebracht, um ein neues Schröder-Teleskop aufzunehmen. Das Teleskop ist bis heute ein wertvoller und funktionaler Besitz.
Russell konzentrierte sich auch auf die Verbesserung der Residenz und behauptete, sie sei nicht groß genug, um seine Familie aufzunehmen. 1875 gelang es Russell, eine Erweiterung des Observatoriums zu sichern. Wie seine Vorgänger hatte er sich mit dem restriktiven Charakter des Standortes des Observatoriums befasst, der die Benutzung von meteorologischen und astronomischen Instrumenten schwierig, wenn nicht unmöglich machte. Diese Erweiterung gibt dem Standort zusammen mit der benachbarten Signalstation seinen gegenwärtigen symmetrischen Umfang. Der astrografische Katalog war Russells größtes Engagement und beeinflusste 80 Jahre lang die Programme am Observatorium. Sein Interesse an der Anwendung der Fotografie auf die Astronomie und ein Besuch in Paris im Jahr 1887 veranlassten Russell, an einem „großen Sternenkatalog“ teilzunehmen. Die Sydney Zone des Katalogs (-52°bis -64°s) war ein riesiges logistisches Unternehmen und wurde erst 1964 praktisch fertiggestellt. Russell starb 1907, nachdem er sich längere Zeit aus gesundheitlichen Gründen zurückgezogen hatte. Sein Assistent Alfred Lenehan wurde in dieser Zeit zum amtierenden Regierungsastronomen und 1907 zum Regierungsastronomen ernannt. 1906 beschloss eine Premierkonferenz jedoch, dass die Commonwealth-Regierung die meteorologische Arbeit übernehmen und die Astronomie den Staaten überlassen würde. So wurde die meteorologische Abteilung des Observatoriums unter der Leitung eines ehemaligen Beamten des Observatoriums, Henry Hunt, zu einer Commonwealth-Agentur. Lenehan und Hunt stritten sich ständig und entwickelten keine gute Arbeitsbeziehung.
Im Januar 1908 hatte Lenehan einen Schlaganfall und kehrte nicht mehr zur Arbeit zurück. Zur gleichen Zeit zog die Commonwealth-Agentur in die Residenz des Observatoriums. William Edward Raymond, der für die Transitarbeiten zuständige Beamte, war bis zur Ernennung von William Ernest Cooke im Jahr 1912 vier Jahre lang verantwortlicher Beamter. Cooke wurde vom Perth Observatory nach Sydney gelockt, mit dem Versprechen eines neuen Standorts in Wahroongah, der frei von Lichtern und Verkehr der Stadt sein sollte, dem Kauf moderner Instrumente und einer Weltreise, um die neuesten Entwicklungen zu untersuchen. Nichts davon ereignete sich während Cookes vierzehnjähriger Tätigkeit am Observatorium. 1916 wurde der Besucherausschuss des Observatoriums neu aufgestellt. Russell hatte ihn während seiner Amtszeit verfallen lassen und 1917 wurde die Residenz wieder von Astronomen bewohnt.

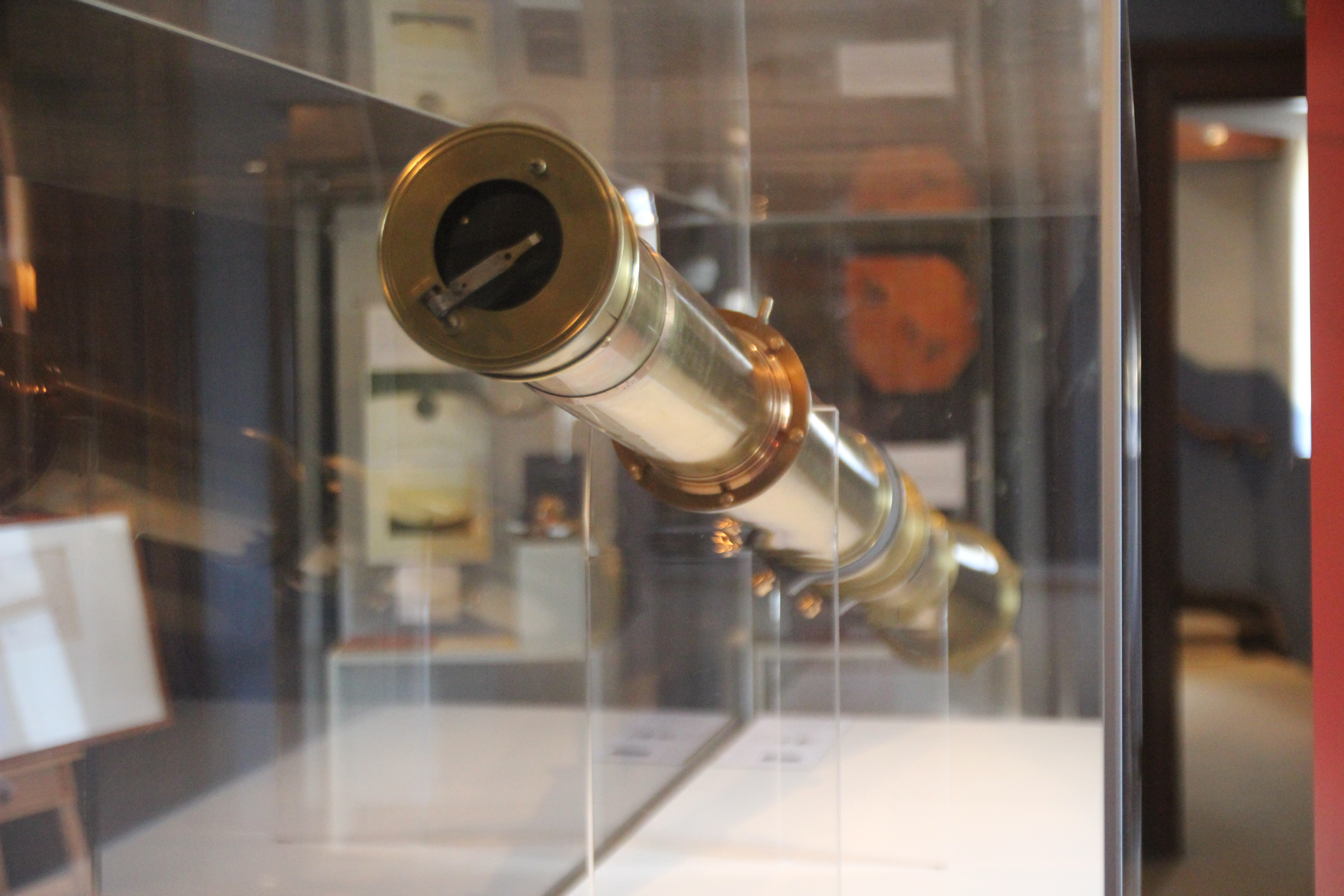
Photoheliograph, um die Sonne zu fotografieren

Alle Regierungsastronomen von Scott bis Cooke waren besorgt über zunehmende Lichtverhältnisse in der Stadt, Vibrationen durch den Verkehr und magnetische Störungen, die den Standort Flagstaff Hill zunehmend ungeeignet machten. Empfehlungen wurden 1864 von Smalley und anderen im ersten Viertel des 20. Jahrhunderts abgegeben. Während Russell es geschafft hatte, das astrographische Teleskop nach Pennant Hills zu verlegen, gab es allgemeine Besorgnis über die Reaktion auf die Kosten der Verlegung des gesamten Observatoriums. Im Juli 1925 schrieb Cooke an seinen Minister und wies auf die Probleme vor Ort und mit der Ausrüstung hin. Das Staatskabinett nahm ihn beim Wort und beschloss im Oktober, das Observatorium zu schließen, anstatt die Kosten für die Entfernung und Umrüstung zu tragen. Proteste des Besucherausschusses, der Royal Society of NSW, der NSW-Abteilung der British Astronomical Association, der University of Sydney und interessierter Mitglieder der Öffentlichkeit veranlassten die Regierung jedoch, ihre Meinung zu ändern und dem Observatorium die Fortsetzung zu ermöglichen – aber mit stark reduziertem Personal und Programm. Die meisten Mitarbeiter wurden in andere Abteilungen versetzt, und Cooke wurde im folgenden Jahr in den Ruhestand geschickt. Nur der Zeitball und der Abschluss des astrografischen Programms blieben erhalten. Diese Erfahrung verhinderte spätere Regierungsastronomen bei ihren Argumenten für einen neuen Standort.
Zwei Weltkriege, eine große Depression und das Bekenntnis zu einem logistisch anspruchsvollen astrographischen Programm trugen dazu bei, die Vitalität des Observatoriums im 20. Jahrhundert zu verringern. Der Einsatz wichtiger Ressourcen für das astrographische Programm wurde im Verlauf des 20. Jahrhunderts zu einer Art Albtraum. Die Regierungsastronomen konnten das Programm nicht aussetzen oder abbrechen, selbst wenn sie es für wünschenswert gehalten hätten. Gleichzeitig trug die Erfüllung der internationalen Verpflichtungen aus dem Programm maßgeblich zum Überleben des Observatoriums bei.
Mit dem Abschluss des Programms im Jahr 1964 und der Veröffentlichung des endgültigen Bandes im Jahr 1971 war zu befürchten, dass die Tage des Observatoriums gezählt waren. Andere fundamentale Gründe trugen ebenfalls dazu bei, dass das Observatorium nicht mehr tragfähig war. Die Übertragung der Meteorologie an das Commonwealth im Jahr 1908 beseitigte den bekanntesten öffentlichen Dienst des Observatoriums, die elektrische Telegraphie und das Radio hatten sich verringert und die Notwendigkeit lokaler Navigations- und Zeitdienste hatten sich mit der Zeit erübrigt. Das Umgebungslicht der Stadt begann die astronomische Beobachtung einzuschränken, obwohl der Ort immer noch für die zeitaufwändige Analyse der Beobachtungen und anderer astronomischer Arbeiten zusammen mit Funktionen wie einem öffentlichen Observatorium und einem Zentrum für öffentliche und mediale Anfragen geeignet war.
Die Zeit nach dem Zweiten Weltkrieg war eine aufregende Zeit für die astronomische Entwicklung Australiens, insbesondere in der Radioastronomie. Diese Entwicklungen umgingen Sydney, obwohl der Regierungsastronom Harley Wood 1966 als erster Präsident der Astronomical Society of Australia (ASA) und als Koordinator eng beteiligt war und die erste Generalversammlung 1973 der Internationalen Astronomischen Union (IAU) in der südlichen Hemisphäre in Sydney stattfand. Ohne große Kapitalmittel zur Entwicklung eigener Spezialisierungen im Westen blieb Sydney an seine traditionelle Rolle gebunden. Trotzdem gab es einige positive Aktivitäten am Observatorium. In den 1950er und 1960er Jahren erlebte das Observatorium unter Wood eine bescheidene Renaissance. Die Anzahl der Mitarbeiter wurde erhöht und neue Ausrüstung erworben. Sowohl die Abschnitte Sydney als auch Melbourne des Astrographic-Katalogs wurden vervollständigt und veröffentlicht. In der südöstlichen Ecke des Observatoriums wurde ein neues Kuppelgebäude errichtet, in dem die Melbourne-Sternenkamera untergebracht wurde, die die ursprüngliche Sydney-Kamera ersetzte. Eine neue Vermessung des südlichen Himmels wurde begonnen und 1982 hatte Woods Nachfolger William Robertson die Fotografie abgeschlossen und die Messungen waren im Gange. Bildung war ein weiterer Aspekt der Arbeit des Observatoriums, die Wood entwickelte. Immer eines seiner Ziele war es, dass immer mehr Besucher, darunter auch Lehrschüler, das Observatorium besuchten.
Diese Aktivitäten trugen in astronomischen Kreisen dem Sydney-Observatorium Respekt ein, aber sein Image im Parlament von New South Wales und im damit verbundenen öffentlichen Dienst blieb schlecht. Woods Jahresberichte trugen nicht zur Besserung dieses Umstandes bei. Sie vermittelten dem Observatorium kein Gefühl von Aufregung und Wert.

#### Deaktivierung als funktionierendes Observatorium
Die Auflösung des Observatoriums entsprach der von vor fünfzig Jahren, als Cooke die Notwendigkeit eines neuen Standorts betonte. Der Vorsitzende des Besucherausschusses schrieb 1979 einen Brief an den Ministerpräsidenten, in dem er die Einrichtung eines Fernbeobachtungsortes für das Observatorium forderte und die Schwierigkeit der Bedingungen am bestehenden Ort hervorhob. Dies fiel mit einer landesweiten Überprüfung der Astronomieeinrichtungen zusammen, die von der ASA in Auftrag gegeben und von Kevin Westfold, Professor für Astronomie an der Monash University (1980), geleitet wurde. Dies kam zu dem Schluss, dass die Astronomie in der Verantwortung des Bundes liegt und dass Ressourcen für Forschungsarbeiten bereitgestellt werden sollten, wobei die Radioastronomie hervorgehoben wird. Es sei auch darauf hingewiesen, dass sich der Staat New South Wales in finanziellen Schwierigkeiten befand. Dieser Druck führte im Juni 1982 zu einem Schreiben des Premierministers, in dem er seine Entscheidung bekannt gab, das Observatorium an das Museum für Angewandte Kunst und Wissenschaft zu übertragen und die wissenschaftliche Arbeit einzustellen. Trotz Briefen internationaler Astronomen und einer koordinierten Anstrengung des inzwischen pensionierten Harley Wood hob die Regierung ihre Entscheidung nicht auf.
Im Juli 1984 kündigte der Minister für öffentliche Arbeiten, Häfen und Straßen ein 800.000-Dollar-Projekt zur Wiederherstellung des Sydney-Observatoriums für Astronomieunterricht, eines öffentlichen Observatoriums und eines Museums für Astronomie an. Während die Bedeutung der Äußeren Fassade anerkannt wurde, hatte die Inneneinrichtung weniger Glück. Bei der Schaffung des Museums innerhalb des Gebäudes wurden fast alle Instrumente und Geräte sowie Möbel und Einrichtungsgegenstände schrittweise in den Laden des Museums gebracht. Das astrographische Gebäude wurde abgerissen und die Kuppel, Instrumente und der größte Teil der Glasplatten- und Papiersammlung wurden für zukünftige Forschungszwecke zur Macquarie University gebracht.
1997 wurde das Observatorium renoviert, diesmal wurden die Instrumente an ihren ursprünglichen Standort zurückgebracht oder ausgestellt. Das Ausstellungsthema „Im Licht der südlichen Sterne“ umfasste auch die Instrumente des Parramatta-Observatoriums und die indigene Astronomie. 1999 begann ein großes Reparaturprojekt für Steinmetzarbeiten am Observatoriumsgebäude. Dies dauerte bis 2008. Im Jahr 2002 wurde der Erhaltungsplan von Kerr aktualisiert, diesmal ergänzend zur Verlagerung und Interpretation der Instrumente.
In den letzten Jahren sind eine Reihe wichtiger astronomischer Ereignisse eingetreten, insbesondere Halleyscher Komet (1986), der Einschlag von Shoemaker-Levy 9 auf Jupiter (1994), Mars bei seiner nächsten Begegnung (2003), Transite der Venus (2004, 2012), Komet McNaught (2007), Planetenausrichtungen und Finsternisse. Tausende von Menschen kamen zum Observatorium, um diese Ereignisse durch Teleskope zu betrachten und Themenrelevante Ausstellungen zu sehen. Darüber hinaus informierte das Observatorium viel mehr Menschen direkt oder über die Medien über diese Ereignisse.
Im Jahr 2008, zum 150-jährigen Jubiläum, wurde das Gebäude der Signalstation stabilisiert, einer der beiden ursprünglichen Fahnenmasten wurde wieder aufgebaut, und eine archäologische Untersuchung wurde rund um die Basis des Forts unter der Leitung von New South Wales Government Architects, Building Design and Heritage Office sowie Casey und Lowe eingeleitet. Ursprüngliche Festungsfundamente wurden freigelegt und die Basis eines Raumes, der einst bombensicher war, innerhalb der Festungsmauerfundamente.
Im Jahr 2009 wurde die Erlaubnis erteilt, ein temporäres Festzelt für einen begrenzten Zeitraum zu errichten, um Spenden zu sammeln. Darüber hinaus wurden die astrografische Kuppel und die Instrumente von der Macquarie University in das Museum zurückgebracht, wo sie auf ihre Konservierung  warten, auf einer von Heritage New South Wales genehmigten Struktur auf dem Observatoriumgelände. Die wichtigste Änderung am Sydney-Observatorium seit 50 Jahren, der neue Eastern Dome, wurde am 27. Januar 2015 vom stellvertretenden Ministerpräsidenten Troy Grant und dem Minister für Behindertendienste, John Ajaka, eröffnet.

## Kulturerbe
Das Sydney Observatory wurde am 22. Dezember 2000 in das New South Wales State Heritage Register aufgenommen, nachdem es die folgenden Kriterien erfüllt hatte:
„Der Ort ist wichtig, um den Verlauf oder das Muster der Kultur- oder Naturgeschichte in New South Wales zu demonstrieren.“
Die dominierende Lage des Observatoriums neben und über der Hafenstadt und später der Stadt Sydney machte es zum Standort für eine Reihe wechselnder Nutzungen. All dies war wichtig und spiegelte Veränderungen in der Entwicklung der Kolonie wider. Der Ort ist mit einer Vielzahl historischer Persönlichkeiten verbunden, von denen die meisten zur Gestaltung dieses Ortes beitrugen. Dazu gehören Kolonialgouverneure, Militäroffiziere und Ingenieure, Sträflinge, Architekten und Astronomen.
„Der Ort ist wichtig, um ästhetische Merkmale und/oder ein hohes Maß an kreativen oder technischen Leistungen in New South Wales zu demonstrieren.“
Die Höhe des Geländes mit Blick auf den Hafen und die Stadt sowie die Aussicht, die von den alten Feigenbäumen des umliegenden Parks eingerahmt wird, macht es zu einem der angenehmsten und spektakulärsten Orte. Der malerische italienische Charakter und das stilistische Interesse des Observatoriums und des Wohngebäudes sowie die hohe Kompetenz des Mauerwerks (sowohl Stein als auch Ziegel) aller wichtigen Bauwerke auf dem Gelände bilden zusammen einen Bezirk von ungewöhnlicher Qualität.
„Der Ort hat das Potenzial, Informationen zu liefern, die zum Verständnis der Kultur- oder Naturgeschichte von New South Wales beitragen.“
Die erhaltenen Strukturen, sowohl über als auch unter der Erde, sind selbst physische dokumentarische Beweise für 195 Jahre Nutzungsänderungen, technische Entwicklung und Lebensweise. Als solche sind sie eine fortwährende Ressource für Untersuchungen und öffentliche Interpretationen.